# Алгоритм Шеннона
В области сжатия данных, код Шеннона, названный в честь его создателя, Клода Шеннона, — это алгоритм сжатия данных без потерь с помощью построения префиксных кодов на основе набора символов и их вероятностей (расчётное или измеренное). Он является субоптимальным в том смысле, что не позволяет достичь минимально возможных кодовых длин как в кодировании Хаффмана, и никогда не будет лучше, но иногда равным с кодом Шеннона-Фано.
Этот метод был первым в своём роде, эта методика была использована для доказательства теоремы Шеннона о помехоустойчивом кодировании в 1948 в его статье «Математическая Теория связи».
В кодировании Шеннона символы располагаются в порядке от наиболее вероятных к наименее вероятным. Им присваиваются коды, путём взятия первых {\displaystyle l_{i}=\left\lceil -\log _{2}p_{i}\right\rceil } цифр из двоичного разложения кумулятивной вероятности {\displaystyle \sum \limits _{k=1}^{i-1}p_{k}} . Здесь {\displaystyle \left\lceil x\right\rceil } обозначает функцию потолок, которая округляет {\displaystyle x} до ближайшего целого значения, большего либо равного {\displaystyle x}.

## Пример
В данной таблице представлен пример кодирования методом Шеннона. Можно сразу заметить по итоговым кодам, что он является менее оптимальным, чем метод Фано-Шеннона.
Первым шагом будет подсчёт вероятностей каждого символа. Затем считается число {\displaystyle l} для каждой вероятности. Например, для a2 оно равно трём ({\displaystyle 2^{-3}\leq 0,18\leq 2^{-2}} — минимальная степень двойки −3, следовательно {\displaystyle l} равно трём). После этого считается сумма вероятностей от 0 до i-1 и переводится в двоичную форму. Потом дробная часть усекается слева до {\displaystyle l_{i}} числа знаков. 
| ai | p(ai) | li | Сумма 0 до i-1 | Сумма по p(ai) bin | Итоговый код |
| -- | ----- | -- | -------------- | ------------------ | ------------ |
| a1 | 0.36  | 2  | 0.0            | 0.0000             | 00           |
| a2 | 0.18  | 3  | 0.36           | 0.0101             | 010          |
| a3 | 0.18  | 3  | 0.54           | 0.1000             | 100          |
| a4 | 0.12  | 4  | 0.72           | 0.1011             | 1011         |
| a5 | 0.09  | 4  | 0.84           | 0.1101             | 1101         |
| a6 | 0.07  | 4  | 0.93           | 0.1110             | 1110         |